# مريم المهيري
مريم بنت محمد سعيد حارب المهيري (1979-)، سياسية إماراتية، تشغل منصب رئيس مكتب الشؤون الدولية في ديوان الرئاسة منذ 7 يناير 2024، شغلت سابقا منصب وزير التغير المناخي والبيئة في دولة الإمارات العربية المتحدة ومنصب وزير الدولة للأمن الغذائي.

## حياتها
التحقت المهيري بمدرسة لطيفة للبنات في دبي وجامعة رينيش-ويستفاليان التقنية في ألمانيا، حيث حصلت على درجة البكالوريوس والماجستير في الهندسة الميكانيكية المتخصصة في هندسة التطوير والتصميم. 
بعد التخرج، انضمت إلى وزارة البيئة والمياه الإماراتية حيث شاركت في مركز خليفة بن زايد للبحوث البحرية، ومشروع الإمارات للإدارة المتكاملة للنفايات، وبناء عدد من المرافق. وفي عام 2014 تم تعيينها مديرة لإدارة التعليم والتوعية في الوزارة حيث كانت مسئولة عن صياغة إستراتيجية وطنية لرفع الوعي البيئي في الإمارات العربية المتحدة.  
في عام 2015 تم تعيين المهيري وكيلاً مساعداً لشئون الموارد المائية والمحافظة على الطبيعة في وزارة تغير المناخ، وبعد فترة وكيل مساعد بالنيابة. 
منذ أكتوبر 2017 أصبحت المهيري وزيرا للدولة للأمن الغذائي.   ، وأعلنت المهيري في سبتمبر 2018 عن خطط لـ «وادي الغذاء»، وهو مركز لتكنولوجيا الأغذية في الإمارات، سمي باسم وادي السيليكون  ، وفي يناير 2019 تم تعيين المهيري مشرفًا على قطاع الأمن والشئون الخارجية في برنامج الخبراء الوطني لدولة الإمارات العربية المتحدة  وفي الشهر نفسه أطلقت إستراتيجية الإمارات للأمن الغذائي والتي تتكون من خمس ركائز: تنويع مصادر الواردات الغذائية، والبحث والتطوير لزيادة الإنتاج الغذائي المحلي، والحد من هدر الطعام، والحفاظ على معايير السلامة الغذائية، وزيادة قدرة الإمارات العربية المتحدة للاستجابة للأزمات. وتهدف الاستراتيجية إلى رؤية تقدم الإمارات العربية المتحدة في مؤشر الأمن الغذائي العالمي من 31 إلى 10 بحلول عام 2021، وإلى المركز الأول بحلول عام 2051. 
وكانت المهيري أيضا عضوا في مجلس إدارة اتحاد الإمارات للفروسية ورئيس سباق قفز الحواجز والترويض منذ عام 2016. 

## روابط خارجية
- "Her Excellency Mariam bint Mohammed Saeed Hareb Al Mehairi". UAE Cabinet Official Website. مؤرشف من الأصل في 2019-05-24. اطلع عليه بتاريخ 2019-03-20.